# Ферри-де-Пеньи, Ипполит Иосифович
Ипполит Иосифович Ферри-де-Пеньи (фр. Ferry de Pigny; 1790-е — 1880) — французский писатель
 и переводчик, статский советник, бакалавр словесных наук одного из французских университетов и преподаватель французской словесности в петербургских высших учебных заведениях.
Родился в конце XVIII века во Франции. Приобрёл известность своими переводами на французский язык произведений русских писателей. Поселившись в России в двадцатых годах XIX века, он первый начал знакомить французскую публику с выдающимися произведениями русских писателей того времени.
Из числа переведённых Ферри-де-Пеньи сочинений наибольшей известностью пользовались: «Панорама Петербурга» А. П. Башуцкого, «Описание Пекина» синолога Иакинфа Бичурина, «Мертвые души» Гоголя, и мн. др.; но капитальным трудом его является перевод сочинения А. И. Лёвшина: «Описание степей и орд Киргиз-Кайсацких», напечатанный в весьма ограниченном числе экземпляров роскошным изданием в 1840 году в королевской типографии во французской столице.
Изданный им в Санкт-Петербурге в 1830 году курс французской литературы для высших учебных заведений имел в свое время значительный спрос.
Ипполит Иосифович Ферри-де-Пеньи умер 31 декабря 1880 года в Севре, близ Парижа.